# Neah Evans
Neah Evans (Langbank, 1 de agosto de 1990) es una deportista británica que compite en ciclismo en las modalidades de pista y ruta.
Participó en dos Juegos Olímpicos de Verano, obteniendo dos medallas, plata en Tokio 2020, en persecución por equipos (junto con Katie Archibald, Laura Kenny y Josie Knight), y plata en París 2024, en la prueba de madison (junto con Elinor Barker).
Ganó siete medallas en el Campeonato Mundial de Ciclismo en Pista entre los años 2020 y 2024, y diez medallas en el Campeonato Europeo de Ciclismo en Pista entre los años 2018 y 2025.

## Medallero internacional
| Juegos Olímpicos   | Juegos Olímpicos         | Juegos Olímpicos  | Juegos Olímpicos        |
| Año                | Lugar                    | Medalla           | Competición             |
| ------------------ | ------------------------ | ----------------- | ----------------------- |
| 2020               | Tokio (Japón)            | Medalla de plata  | Persecución por equipos |
| 2024               | París (Francia)          | Medalla de plata  | Madison                 |
| Campeonato Mundial |                          |                   |                         |
| Año                | Lugar                    | Medalla           | Competición             |
| 2020               | Berlín (Alemania)        | Medalla de plata  | Persecución por equipos |
| 2021               | Roubaix (Francia)        | Medalla de bronce | Persecución por equipos |
| 2021               | Roubaix (Francia)        | Medalla de bronce | Madison                 |
| 2022               | Saint-Quentin (Francia)  | Medalla de oro    | Puntuación              |
| 2022               | Saint-Quentin (Francia)  | Medalla de plata  | Persecución por equipos |
| 2023               | Glasgow (Reino Unido)    | Medalla de oro    | Madison                 |
| 2024               | Ballerup (Dinamarca)     | Medalla de bronce | Madison                 |
| Campeonato Europeo |                          |                   |                         |
| Año                | Lugar                    | Medalla           | Competición             |
| 2018               | Glasgow (Reino Unido)    | Medalla de oro    | Persecución por equipos |
| 2019               | Apeldoorn (Países Bajos) | Medalla de oro    | Persecución por equipos |
| 2020               | Plovdiv (Bulgaria)       | Medalla de oro    | Persecución individual  |
| 2020               | Plovdiv (Bulgaria)       | Medalla de oro    | Persecución por equipos |
| 2021               | Grenchen (Suiza)         | Medalla de oro    | Madison                 |
| 2021               | Grenchen (Suiza)         | Medalla de bronce | Eliminación             |
| 2023               | Grenchen (Suiza)         | Medalla de oro    | Persecución por equipos |
| 2024               | Apeldoorn (Países Bajos) | Medalla de plata  | Persecución por equipos |
| 2024               | Apeldoorn (Países Bajos) | Medalla de plata  | Ómnium                  |
| 2025               | Heusden-Zolder (Bélgica) | Medalla de bronce | Persecución por equipos |

1. 1 2  Compitió en la ronda de clasificación.

## Palmarés
2018
- 3.ª en el Campeonato del Reino Unido Contrarreloj